# 1954-es magyar úszóbajnokság
Az 1954-es magyar úszóbajnokságot decemberben rendezték meg a Nemzeti Sportuszodában. A versenyen Magyarországon tanuló kínai főiskolások is indultak.

## Eredmények

### Férfiak
| Versenyszám            | Arany                                                                | Arany   | Ezüst                                                            | Ezüst   | Bronz                                                              | Bronz   |
| ---------------------- | -------------------------------------------------------------------- | ------- | ---------------------------------------------------------------- | ------- | ------------------------------------------------------------------ | ------- |
| 100 m gyorsúszás       | Nyéki Imre Bp. Honvéd                                                | 57,5    | Kádas Géza Egri Fáklya                                           | 58,4    | Ipacs György Bp. Dózsa                                             | 58,8    |
| 200 m gyorsúszás       | Nyéki Imre Bp. Honvéd                                                | 2:09,2  | Dömötör Zoltán Bp. Dózsa                                         | 2:09,4  | Till László Bp. Dózsa                                              | 2:11,1  |
| 400 m gyorsúszás       | Dömötör Zoltán Bp. Dózsa                                             | 4:43,8  | Schuszter György Bp. Dózsa                                       | 4:48,0  | Záborszky Sándor Bp. Kinizsi                                       | 4:49,3  |
| 1500 m gyorsúszás      | Schuszter György Bp. Dózsa                                           | 19:39,3 | Kettesi Gusztáv Bp. Honvéd                                       | 19:42,0 | Hanák Pius Bp. Dózsa                                               | 20:39,3 |
| 100 m hátúszás         | Magyar László Bp. Dózsa                                              | 1:09,8  | Kliment Mátyás Bp. Lokomotiv                                     | 1:10,5  | Válent Gyula Egri Fáklya                                           | 1:11,0  |
| 200 m hátúszás         | Magyar László Bp. Dózsa                                              | 2:29,4  | Gyergyák Károly Egri Fáklya                                      | 2:34,5  | Lavotta János Bp. Honvéd                                           | 2:38,2  |
| 100 m mellúszás        | Mu Suan-su Kína                                                      | 1:12,9  | Utassy Sándor Egri Fáklya                                        | 1:14,0  | Aradi László Bp. Dózsa                                             | 1:14,0  |
| 200 m mellúszás        | Utassy Sándor Egri Fáklya                                            | 2:43,3  | Mu Suan-su Kína                                                  | 2:43,8  | Aradi László Bp. Dózsa                                             | 2:44,3  |
| 100 m pillangóúszás    | Tumpek György Bp. Honvéd                                             | 1:05:4  | Áts Jenő Bp. Kinizsi                                             | 1:08,7  | Papp Andor Bp. Kinizsi                                             | 1:11,0  |
| 200 m pillangóúszás    | Tumpek György Bp. Honvéd                                             | 2:32,6  | Áts Jenő Bp. Kinizsi                                             | 2:41,5  | Papp Andor Bp. Kinizsi                                             | 2:45,5  |
| 400 m vegyes úszás     | Kettesi Gusztáv Bp. Honvéd                                           | 5:34,1  | Varga Gábor Bp. Dózsa                                            | 5:46,0  | Hoffmann Pál Bp. Kinizsi                                           | 5:50,3  |
| 4 × 100 m gyorsváltó   | Bp. Dózsa I. Till László Kanizsa Tivadar Ipacs György Dömötör Zoltán | 4:00,1  | Bp. Honvéd Hevesi Somlyai Kettesi Gusztáv Nyéki Imre             | 4:01,0  | Egri Fáklya Koncz Válent Vörös Kádas Géza                          | 4:07,3  |
| 4 × 200 m gyorsváltó   | Bp. Dózsa Till László Garai János Schuszter György Dömötör Zoltán    | 9:12,8  | Bp. Kinizsi II. Kárpáti György Csordás Áts Jenő Záborszky Sándor | 9:20,2  | Bp. Honvéd Hevesi Németh Lavotta János Bolvári Antal               | 9:32,7  |
| 4 × 100 m vegyes váltó | Bp. Honvéd Nyéki Imre Izinger Tumpek György Kettesi Gusztáv          | 4:29,8  | Bp. Dózsa Magyar László Aradi László Garai János Ipacs György    | 4:31,9  | Egri Fáklya Gyergyák Károly Fábián József Utassy Sándor Kádas Géza | 4:36,3  |

### Nők
| Versenyszám            | Arany                                                                      | Arany  | Ezüst                                                                    | Ezüst  | Bronz                                                   | Bronz  |
| ---------------------- | -------------------------------------------------------------------------- | ------ | ------------------------------------------------------------------------ | ------ | ------------------------------------------------------- | ------ |
| 100 m gyorsúszás       | Szőke Katalin Bp. Kinizsi                                                  | 1:06,7 | Gyenge Valéria Bp. Lokomotiv                                             | 1:07,2 | Littomeritzky Mária Bp. Lokomotiv                       | 1:08,0 |
| 200 m gyorsúszás       | Szőke Katalin Bp. Kinizsi                                                  | 2:33,9 | Gyergyák Magda Egri Fáklya                                               | 2:35,9 | Pintér Márta Bp. Dózsa                                  | 2:38,3 |
| 400 m gyorsúszás       | Gyenge Valéria Bp. Lokomotiv                                               | 5:19,1 | Székely Ripszima Bp. Kinizsi                                             | 5:19,4 | Csuhány Mária Bp. Fáklya                                | 5:38,8 |
| 100 m hátúszás         | Hunyadfi Magda Bp. Kinizsi                                                 | 1:17,0 | Székely Ripszima Bp. Kinizsi                                             | 1:20,5 | Maurer Dóra Bp. Vörös Lobogó                            | 1:24,7 |
| 200 m hátúszás         | Hunyadfi Magda Bp. Kinizsi                                                 | 2:47,3 | Maurer Dóra Bp. Vörös Lobogó                                             | 3:04,2 | Esztergályos Katalin Bp. Haladás                        | 3:09,9 |
| 100 m mellúszás        | Killermann Klára Bp. Kinizsi                                               | 1:24,2 | Serfőző Magda Bp. Dózsa                                                  | 1:27,1 | Bács Erzsébet Bp. Dózsa                                 | 1:27,2 |
| 200 m mellúszás        | Killermann Klára Bp. Kinizsi                                               | 3:00,3 | Bács Erzsébet Bp. Dózsa                                                  | 3:07,8 | Cen Szo-fe Kína                                         | 3:13,8 |
| 100 m pillangóúszás    | Littomeritzky Mária Bp. Lokomotiv                                          | 1:18,8 | Garai Mária Bp. Lokomotiv                                                | 1:23,5 | Ta Li-hoa Kína                                          | 1:24,3 |
| 200 m pillangóúszás    | Székely Éva Bp. Lokomotiv                                                  | 3:03,5 | Garai Mária Bp. Lokomotiv                                                | 3:14,0 | Ta Li-hoa Kína                                          | 3:16,4 |
| 400 m vegyes úszás     | Székely Ripszima Bp. Kinizsi                                               | 5:59,4 | Hunyadfi Magda Bp. Kinizsi                                               | 6:09,6 | Kárpáti Vera Bp. Kinizsi                                | 6:35,3 |
| 4 × 100 m gyors váltó  | Bp. Lokomotiv Székely Éva Garai Mária Gyenge Valéria Littomeritzky Mária   | 4:44,7 | Bp. Kinizsi Novák Éva Killermann Klára Székely Ripszima Szőke Katalin    | 4:51,8 | Bp. Dózsa Pintér Márta Erdőkürti Várszegi Serfőző Magda | 5:01,6 |
| 4 × 100 m vegyes váltó | Bp. Kinizsi Hunyadfi Magda Killermann Klára Székely Ripszima Szőke Katalin | 5:16,8 | Bp. Lokomotiv Littomeritzky Mária Gyenge Valéria Garai Mária Székely Éva | 5:24,3 | Kína Ha Ko-hoa Cen Szo-fe Ta Li-hoa Szo Li-hoa          | 5:38,1 |